# Parafia św. Michała Archanioła w Witkowicach
Parafia Świętego Michała Archanioła w Witkowicach – parafia rzymskokatolicka znajdująca się w Witkowicach. Należy do dekanatu Kęty diecezji bielsko-żywieckiej.
Została wzmiankowana w spisie świętopietrza parafii dekanatu Oświęcim diecezji krakowskiej z 1326 pod dwiema nazwami: Mosgront seu [lub] Witowicz. Następnie w kolejnych spisach świętopietrza z lat 1346–1358 pod nazwą Mosgrunt lub Mosgrunth (jak również zapisem Mosgrunth sive de Withkovicz).